# مانومن (مینه‌سوتا)
مانومن (به انگلیسی: Mahnomen) یک شهر در ایالات متحده آمریکا است که در Mahnomen County واقع شده‌است. مانومن ۲٫۷۵ کیلومتر مربع مساحت و ۱٬۲۱۴ نفر جمعیت دارد و ۳۶۹ متر بالاتر از سطح دریا واقع شده‌است.